# Alfred Angiersztajn
Alfred Angiersztajn pseud. Anerski, Gruby (ur. 1 sierpnia 1896 w Częstochowie, zm. 30 września 1972 w Warszawie) – działacz komunistyczny i związkowy, zastępca kierownika Wydziału Komunikacyjnego KC PPR (1945–1948).

## Życiorys
Urodzony w rodzinie robotniczej, skończył 4 klasy gimnazjum, później został ślusarzem na kolei w Strzemieszycach (od 1915). Od 1917 pomocnik maszynisty w Warszawie, od 1919 działał w Związku Zawodowym Kolejarzy (ZZK). W latach 1919–1921 odbył służbę wojskową i wrócił do pracy na kolei, od 1926 maszynista w Kutnie. W 1926 wstąpił do Związku Zawodowego Maszynistów Kolejowych w Polsce, 1929–1931 był przewodniczącym koła związku w Kutnie. W 1930 wstąpił do KPP, 1932–1934 pracował w Warszawie i Grójcu. Od 1934 sekretarz Komitetu Miejskiego (KM) KPP w Kutnie, I 1937 wyjechał do Hiszpanii, by wziąć udział w wojnie domowej. Od stycznia 1938 walczył w Brygadzie im. J. Dąbrowskiego, w której został porucznikiem. Wstąpił do KPH. W lutym 1939 przekroczył granicę z Francją i został internowany w Gurs, potem w Vernet d'Ariege. W 1941 wywieziony do obozu pracy k. Lipska w Niemczech. Wkrótce ze względu na stan zdrowia został zwolniony i wrócił do Kutna, gdzie do końca okupacji był maszynistą. Od 1945 w PPR, brał udział w I Zjeździe PPR w grudniu 1945 jako delegat z Poznania. W latach 1945–1948 był zastępcą kierownika Wydziału Komunikacyjnego KC PPR, 1945–1957 był przewodniczącym Centralnej Komisji Rewizyjnej Związków Zawodowych. Członek Wydziału Wykonawczego ZZK, a 1950–1970 przewodniczący Głównej Komisji Rewizyjnej ZZK. Był odznaczony m.in. Orderem Sztandaru Pracy II klasy, Krzyżem Kawalerskim Orderu Odrodzenia Polski i Krzyżem Walecznych.